# 포카혼타스 (1995년 영화)
《포카혼타스》(영어: Pocahontas)는 1995년 미국의 애니메이션 뮤지컬 시대극 영화로, 포우하탄 여성 포카혼타스의 삶과 버지니아 회사 소속 영국 정착민들의 도착을 느슨하게 바탕으로 한 작품이다. 이 영화는 포카혼타스와 존 스미스의 만남과 그의 생명을 구했다는 전설적인 이야기를 낭만적으로 각색했다. 월트 디즈니 피처 애니메이션이 제작하고 월트 디즈니 픽처스가 배급했다.
마이크 가브리엘과 에릭 골드버그가 감독했고 짐 펜테코스트가 제작했으며, 칼 바인더, 수잔나 그랜트, 필립 라제브닉이 각본을 썼다. 아이린 베다드와 멜 깁슨이 각각 포카혼타스와 스미스의 목소리를 맡았고, 데이비드 오그던 스티어스, 러셀 민스, 크리스찬 베일, 미셸 세인트 존, 제임스 아파우무트 폴, 빌리 코널리, 조 베이커, 고든 투투시스, 린다 헌트가 조연으로 출연했다. 음악은 앨런 멩컨이 작곡했고, 작사가 스티븐 슈워츠와 함께 영화의 노래들도 만들었다.
《코디와 생쥐 구조대》(1990년)로 감독 데뷔를 한 가브리엘은 추수감사절 주말 동안 이 영화를 구상했다. 《알라딘》(1992년)에서 지니의 수석 애니메이터로 작업을 막 끝낸 골드버그가 공동감독으로 가브리엘과 합류했다. 이 프로젝트는 《라이온 킹》(1994년)과 동시에 개발되었고, 디즈니의 최고 애니메이터들 대부분을 끌어모았다. 한편 디즈니 스튜디오 회장 제프리 캐천버그는 이 영화가 《미녀와 야수》(1991년)와 같은 감성적인 로맨틱 서사시가 되어야 한다고 결정했는데, 《미녀와 야수》처럼 아카데미 작품상 후보에 오르기를 바랐기 때문이었다. 각본가 바인더, 그랜트, 라제브닉은 영화를 관객들이 받아들일 수 있도록 만들기 위해 역사적 사실을 창작적으로 각색했다.
《포카혼타스》는 1995년 6월 10일 센트럴 파크에서 시사회를 가졌고, 6월 16일 미국에서 개봉되어 비평가들과 관객들로부터 엇갈린 반응을 받았다. 애니메이션, 성우 연기, 음악은 호평을 받았지만, 톤에 초점이 부족한 스토리는 비판을 받았다. 영화의 역사적 부정확성과 예술적 각색은 양극화된 반응을 불러일으켰다. 《포카혼타스》는 박스오피스에서 3억 4,600만 달러 이상을 벌어들였다. 이 영화는 멩컨의 뮤지컬/코미디 음악상과 "Colors of the Wind"의 주제가상으로 두 개의 아카데미상을 받았다. 비평가들에 따르면, 포카혼타스를 힘있는 여주인공으로 묘사한 것은 《뮬란》(1998년)과 《겨울왕국》(2013년) 같은 후속 디즈니 영화들에 영향을 주었다. 대한민국에서는 1995년 7월 1일에 개봉하였다. 이 영화의 후속작으로 1998년 비디오 출시작 《포카혼타스 2: 세상 밖으로》가 제작되었다.

## 줄거리
1607년, 수잔 콘스탄트호가 런던에서 신대륙으로 향하며 버지니아 회사 소속 영국 정착민들을 태우고 항해한다. 존 스미스 대위를 포함한 정착민들은 모험, 금 발견, "인디언들"과의 싸움, 그리고 새로운 땅에서의 정착 가능성에 대해 이야기한다. 출항 직후 허리케인을 만나게 되고, 토머스라는 이름의 병사가 바다로 떨어진다. 존 스미스는 배에서 밧줄을 타고 내려가 그를 구해내지만 밧줄이 끊어지면서 간신히 탈출한다.
버지니아의 포우하탄 부족에서 포우하탄 족장의 딸 포카혼타스는 코쿰이라는 전사와 결혼하게 될 가능성을 두려워한다. 코쿰을 자신의 자유로운 성격에 비해 너무 진지하다고 여기기 때문이다. 회전하는 화살에 대한 꿈을 꾼 후, 포카혼타스는 버드나무 할머니를 찾아간다. 버드나무 할머니는 말하는 버드나무로, 영국인들의 도착을 알려준다.
항해의 지도자인 랫클리프 총독은 오직 부와 지위만을 추구하며, 숲속 공터에 제임스타운을 건설하고 즉시 선원들에게 금을 캐도록 시킨다. 그는 비밀리에 그 금을 이용해 제임스 왕을 몰아낼 계획을 세우고 있다. 존은 황야를 탐험하러 떠나 포카혼타스와 마주친다. 처음에 그녀는 포우하탄어로 말하지만, 곧 그의 신뢰를 얻는다. 둘은 서로의 세계에 매료되어 빠르게 유대감을 형성하고 결국 사랑에 빠진다. 정착민들과 원주민들 사이에 싸움이 벌어진 후, 포우하탄은 원주민들에게 영국인들로부터 멀리 떨어져 있으라고 명령한다. 하지만 포카혼타스는 그의 명령을 어기고 존과 계속 만난다. 불행히도 포카혼타스의 가장 친한 친구인 나코마가 비밀 관계를 발견하고 코쿰에게 경고한다. 랫클리프도 존의 만남에 대해 알게 되고 원주민들을 살려두지 말라고 화를 내며 경고한다.
나중에 존과 포카혼타스는 버드나무 할머니와 만나 식민지 개척자들과 부족 사이에 평화를 가져올 계획을 세운다. 양측이 모두 이 커플을 염탐하는 동안, 존과 포카혼타스는 키스를 나눈다. 분노한 코쿰이 존을 공격하고 죽이려 하지만, 이전에 존이 생명을 구해준 젊은 정착민 토머스가 랫클리프의 명령으로 존을 따라왔다가 개입하여 코쿰을 죽인다. 존은 토머스에게 부족민들이 도착하기 전에 떠나라고 명령한다. 부족민들은 존을 잡고 코쿰의 시체를 수습한다. 코쿰의 죽음에 분노한 포우하탄은 마을을 떠난 포카혼타스를 화내며 꾸짖고, 새벽 존의 처형을 시작으로 영국인들과의 전쟁을 선포한다.
제임스타운에 도착한 토머스는 정착민들에게 존의 포로 상황을 경고한다. 랫클리프는 그의 부하들을 규합하여 전투를 벌이며, 부족을 전멸시키고 존재하지도 않는 금을 찾을 구실로 활용한다. 같은 밤, 포우하탄도 그의 부하들에게 전투 준비를 명령한다. 절망한 포카혼타스는 버드나무 할머니를 찾아가 존의 나침반에서 나온 화살이 꿈에서 본 회전하는 화살과 같다는 것을 깨닫고, 그것이 자신의 운명으로 이어진다는 것을 알게 된다. 아침이 오고, 포우하탄과 그의 부족은 존을 절벽으로 끌고 가 처형하려 한다. 한편 랫클리프는 무장한 식민지 개척자들을 이끌고 포우하탄의 전사들과 싸우러 간다. 포우하탄이 존을 처형하고 전쟁을 시작하려는 바로 그 순간, 포카혼타스가 개입하여 마침내 그를 설득해 두 집단 간의 싸움을 끝내고 존의 생명을 살려준다. 양측이 모두 물러서고 존은 석방된다. 동요하지 않은 랫클리프는 포우하탄을 향해 머스킷을 발사하지만, 존이 그를 구하기 위해 총을 맞는다. 분노한 정착민들은 랫클리프가 존이 총을 맞았다고 비난했음에도 불구하고 그에게 등을 돌리고 동료를 해친 죄로 그를 체포한다.
존은 부족에 의해 건강을 회복하지만 상처가 완전히 치유되려면 영국으로 돌아가야 한다. 랫클리프도 정착지에 대한 범죄로 처벌받기 위해 본국으로 송환된다. 존은 포카혼타스에게 함께 가자고 요청하지만, 그녀는 평화를 유지하는 데 도움을 주기 위해 부족과 함께 남기로 선택한다. 존은 포카혼타스 없이 떠나지만, 언제든지 미래에 돌아올 수 있다는 포우하탄의 축복을 받는다. 마지막에 포카혼타스는 절벽 위에 서서 존을 태운 배가 떠나는 것을 바라본다.

## 출연
| 역할            | 미국판                         | 한국판               |
| --------------- | ------------------------------ | -------------------- |
| 포카혼타스      | 아이린 베다드 주디 쿤 (노래)   | 성유진 신동희 (노래) |
| 존 스미스       | 멜 깁슨                        | 이정구 김성기 (노래) |
| 랫클리프        | 데이비드 오그던 스티어스       | 김진태               |
| 미코            | 존 카서                        |                      |
| 포우하탄        | 러셀 민즈 짐 커밍스 (노래)     | 유강진 박철호 (노래) |
| 토마스          | 크리스천 베일                  | 김승준               |
| 버드나무 할머니 | 린다 헌트                      | 임수아 윤복희 (노래) |
| 퍼시            | 대니 만                        |                      |
| 위긴스          | 데이비드 오그던 스티어스       | 최병상               |
| 벤              | 빌리 코널리                    | 조동희               |
| 론              | 조 베이커                      | 장광                 |
| 플릿            | 프랭크 웰커                    |                      |
| 나코마          | 미셸 세인트 존                 | 임은정               |
| 코코움          | 제임스 아파우무트 폴           | 홍시호               |
| 케카타          | 고든 투투시스 짐 커밍스 (노래) | 유만준 송용태 (노래) |

목소리 연기를 한 배우 중 일부는 포카혼타스와 관련된 영화에서 다른 역할의 목소리를 맡기도 하였다. 케카타의 목소리를 연기한 고든 투투티스는 같은 해 출시된 드라마 영화 《Pocahontas: The Legend》 (한국에서는 포카혼타스라는 제목으로 출시)에서 포우하탄 추장으로 출연하였다. 토마스의 목소리를 맡은 크리스천 베일은 10년 후 《뉴 월드》에서 존 롤프로 등장한다. 포카혼타스의 목소리를 맡은 아이린 베다드 또한 《뉴 월드》의 회상 장면에서 포카혼타스의 어머니로 등장한다.
한국판은 뮤지컬 배우로 유명한 윤복희가 버드나무 할머니의 노래를 맡았으며 배우 김진태가 랫클리프의 목소리와 노래를 맡았다.

## 수상

### 아카데미 상
| 상                                     | 수상자                    |
| -------------------------------------- | ------------------------- |
| 아카데미 주제가상 (Colors of the Wind) | 앨런 멘켄 & 스테판 슈왈츠 |
| 아카데미 음악상                        | 앨런 멘켄                 |

### 골든 글로브
| 상                                        | 결과 |
| ----------------------------------------- | ---- |
| 골든 글로브 주제가상 (Colors of the Wind) | 수상 |
| 골든 글로브 음악상                        | 후보 |

### 그래미 상
| 상                                          | 결과 |
| ------------------------------------------- | ---- |
| 그래미 어워드 주제가상 (Colors of the Wind) | 수상 |

## 사운드트랙

### 트랙 1
1. 버지니아 컴패니 1 (The Virginia Company) - 서울 모던 합창단
2. 폭풍우 속의 배 (Ship At Sea, Score)
3. 버지니아 컴패니 2 (The Virginia Company, 리프라이즈) - 김성기, 서울 모던 합창단
4. 변함없는 우리 삶 1 (Steady As The Beating Drum) - 서울 모던 합창단
5. 변함없는 우리 삶 2 (Steady As The Beating Drum, 리프라이즈) - 박철호
6. 강을 따라 가보면 (Just Around The Riverbend) - 신동희
7. 나무할머니 윌로우 (Grandmother Willow, Score)
8. 마음의 문을 활짝 열어봐 1 (Listen With Your Heart I) - 윤복희, 김영아
9. 황금을 캐자! (Mine, Mine, Mine) - 김진태, 김성기, 서울 모던 합창단
10. 마음의 문을 활짝 열어봐 2 (Listen With Your Heart II) - 윤복희, 김영아
11. 바람의 빛깔 (Colors of the Wind) - 신동희
12. 결투의 노래 1 (Savages (Part 1)) - 김진태, 박철호, 송용태, 서울 모던 합창단
13. 결투의 노래 2 (Savages (Part 2)) - 신동희, 김진태, 박철호, 서울 모던 합창단
14. 다신 안만날테야 (I'll Never See Him Again, Score)

### 트랙 2
1. 작전회의 (Council Meeting, Score)
2. 목욕하는 펄시 (Percy's Bath, Score)
3. 강가에서 (River's Edge, Score)
4. 전초전 (Skirmish, Score)
5. 서로를 파악하다 (Getting Acquainted, Score)
6. 랫 클리프의 계획 (Ratcliffe's Plan, Score)
7. 옥수수 줍기 (Picking Corn, Score)
8. 형제 전사들의 도착 (The Warriors Arrive, Score)
9. 존 스미스의 잠입 (John Smith Sneaks Out, Score)
10. 처형 (Execution, Score)
11. 영원한 이별 (Farewell, Score)
12. 바람의 빛깔 (Colors of the Wind, End Title) - 바네사 L 윌리엄스
13. 차라리 만나지 않았더라면 (If I Never Knew You, End Title) - 존 세카다 & 샤니스

## 실제 포카혼타스
실제의 포카혼타스는 영국인 존 스미스가 아니라 존 롤프와 결혼한 아메리카 버지니아 식민지 부근의 포우하탄 부족 인디언으로 런던으로 이주하여 유명인사가 된 여성이다.

## 같이 보기
- 버지니아 식민지
- 포카혼타스
- 포우하탄
- 존 스미스